# AB6IX
AB6IX (кор. 에이비식스; романізація: Eibisikseu; вимовляється як «Ей-бі-сікс») — південнокорейський бой-бенд, сформований у 2019 році компанією Brand New Music. AB6IX дебютували 22 травня 2019 року зі своїм першим мініальбомом B: Complete. Гурт складається з чотирьох учасників: Ун, Донхьон, Уджін та Дехві. П'ятий учасник Йонмін покинув гурт 8 червня 2020 року.

## Назва
Назва AB6IX — це скорочення від двох варіантів повної назви гурту «Absolute Six» та «Above Brandnew Six». Число «шість» позначає поєднання п'ятьох початкових учасників AB6IX та їхніх шанувальників (загалом шість складових) в одну незвичайну форму. Назва фандому — ABNEW!

## Історія

### Передебют
У 2017 році Йонмін, Донхьон, Уджін та Дехві брали участь у другому сезні шоу на виживання від телеканалу Mnet під назвою Produce 101. Дехві та Уджін посіли відповідно 3-тє та 6-те місця, ставши учасниками проектної групи Wanna One. Йонмін і Донхьон посіли 15-е і 28-е місця.
Дехві брав участь у багатьох сольних заходах, включаючи участь у 2018 році у Global MC Crew на M Countdown тут у квітні 2019 року він став постійним ведучим), а також у 2017—2018 роках був спеціальним ведучим на інших музичних шоу та заходах, таких як Inkigayo та KCON у Японії, Таїланді, Австралії та Нью-Йорку.
У 2017 Йонмін і Донхьон дебютували в дуеті MXM. Разом з учасниками Produce 101 2 Чон Сеуном та Лі Гванхьоном вони сформували проектний гурт Starship та Brand New Music YDPP.
Чон Ун стажувався в JYP Entertainment, Woollim Entertainment та YG Entertainment. До дебюту він з'явився в музичному відеоInfinite H «As Long As You're Not Crazy» та у реаліті-шоу від Mnet Stray Kids як трейні YG Entertainment. У Brand New Music Ун стажувався протягом трьох років. Він був одним із бек-денсерів під час туру MXM.

### 2019: Дебют ізB: Complete

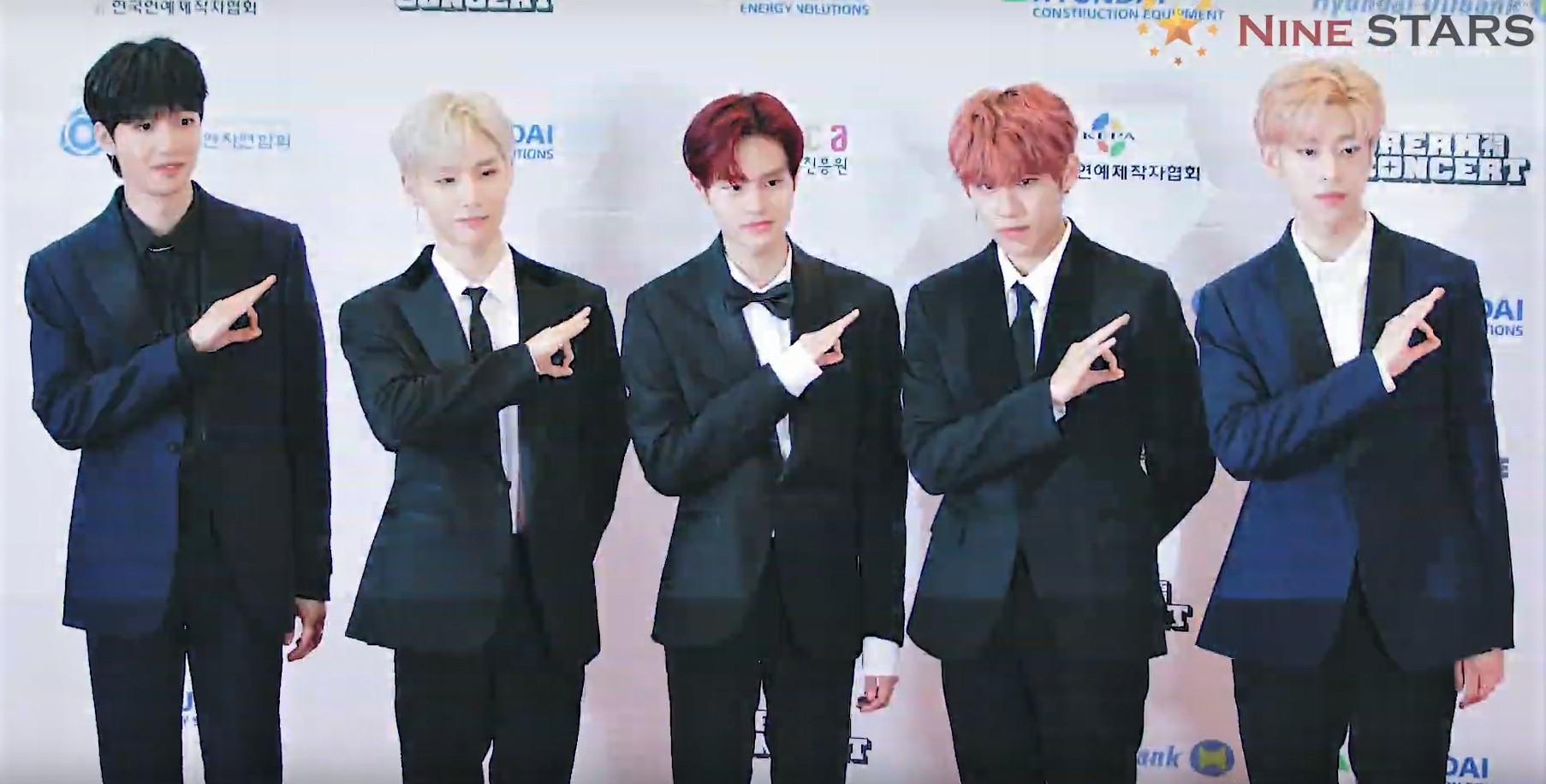
AB6IX на червоній доріжці Dream Concert, 18 травня 2019 року.

Прем'єра дебютного реаліті-шоу гурту BrandNewBoys відбулася 18 квітня 2019 року на телеканалі Mnet.
26 квітня AB6IX випустили відео виступу з треком «Hollywood», де вперше з'явився п'ятий учасник — Чон Ун. Лі Дехві брав участь у написанні тексту, а Пак Уджін — у створенні хореографії. Під цей трек трейні виступали на Produce 101 2.
30 квітня було оголошено, що 22 травня гурт дебютує з мініальбомом B: Complete. Він містить сім треків. Того ж дня вони провели свій дебютний шоукейс. 27 липня AB6IX провели свою першу фан-зустріч під назвою «1st ABNEW» у Сінгапурі у The Star Theater. 24 вересня AB6IX спільно з американською реперкою Ліззо записали ремікс на її пісню «Truth Hurts», оригінальна версія якої була випущена у 2017 році.
7 жовтня AB6IX випустили свій перший студійний альбом під назвою 6ixense. 15 жовтня гурт посів 30-те місце у чарті Billboard Social 50. Там вони протрималися протягом 4 тижнів. 9 листопада в Олімпійському залі в Сеулі гурт провів свій перший сольний концерт під назвою «6ixense».

### 2020—2021: нові релізи, Йонмін покидає гурт
13 лютого 2020 року AB6IX випустили свій перший цифровий мініальбом під назвою 5nally. Він складався з п'яти сольних треків: по одному для кожного учасника.
7 лютого було оголошено, що європейський етап їхнього туру «6IXENSE» скасовано через пандемію COVID-19, а пізніше, 11 березня 2020 року, було скасовано і американську його частину.
8 червня Brand New Music оголосили, що Йонмін покине гурт через те, що було зафіксовано, як він кермував автомобілем у стані алкогольного сп'яніння. У зв'язку з цим, камбек з другим мініальбомом гурту було перенесено з 8 на 29 червня.
2 вересня AB6IX провели сольний онлайн-концерт під назвою So Vivid.
Свій третій мініальбом Salute гурт випустив 2 листопада.
7 січня 2021 року AB6IX випустили ремікс на власну пісню "Why Don't We's «Fallin' (Adrenaline)». 18 січня вийшло перевидання (репак) третього мініальбому Salute: A New Hope з головним синглом «Stay Young».
26 квітня 2021 року гурт випустив свій четвертий мініальбом Mo' Complete: Have a Dream з головним синглом «Close».
24 травня вийшов промо-сингл «Gemini» для мобільного застосунку Universe.
27 вересня AB6IX випустили другий студійний альбом, що називається Mo' Complete. Головним синглом стала композиція «Cherry».

## Учасники

### Дійсні учасники
| Сценічний псевдонім | Сценічний псевдонім | Справжнє ім'я | Справжнє ім'я | Дата народження             | Позиція у гурті                              |
| Українською         | Латиницею           | Українською   | Хангилем      | Дата народження             | Позиція у гурті                              |
| ------------------- | ------------------- | ------------- | ------------- | --------------------------- | -------------------------------------------- |
| Ун                  | Woong               | Чонун         | 전웅          | 15 жовтня 1997 (27 років)   | Головний вокаліст та танцюрист               |
| Донхьон             | Donghyun            | Кім Донхьон   | 김동현        | 17 вересня 1998 (26 років)  | Головний вокаліст, віжуал                    |
| Уджін               | Woojin              | Пак Уджин     | 박우진        | 2 листопада 1999 (25 років) | Головний репер, головний танцюрист, вокаліст |
| Дехві               | Daehwi              | Лі Дехві      | 이대휘        | 29 січня 2001 (24 роки)     | Головний танцюрист та вокаліст, макне        |
| Колишні учасники    |                     |               |               |                             |                                              |
| Йонмін              | Youngmin            | Ім Йонмін     | 임영민        | 25 грудня 1995 (29 років)   | Лідер, репер, вокаліст                       |

## Дискографія

#### Студійні альбоми
| Назва        | Деталі | Пікові позиції у чартах | Пікові позиції у чартах | Продажі                                          |
| Назва        | Деталі | KOR                     | JPN                     | Продажі                                          |
| ------------ | --- | ----------------------- | ----------------------- | ------------------------------------------------ |
| 6ixense      | - Реліз: 7 жовтня 2019 - Лейбл: Brand New Music, Warner Music Korea - Формат: CD, цифрове завантаження, стриминг | 2                       | 25                      | - Південна Корея: 143,229 - Японія: 5,064 (Фіз.) |
| Mo' Complete | - Реліз: 27 вересня 2021 - Лейбл: Brand New Music, Warner Music Korea - Формат: CD, цифрове завантаження, стриминг Трек-лист 1. «Showdown» 2. «Level Up» 3. «Cherry» 4. «Down for You» 5. «Do You Remember» (그해 여름) 6. «Stay with Me» (사라지지 마) 7. «Believe» (믿어) 8. «Off the Record» 9. «Simple Lover» 10. «3» | 2                       | 23                      | - Південна Корея: 101,604 - Японія: 1,942 (Фіз.) |

### Перевидання
| Назва              | Деталі | Пікові позиції у чартах | Продажі                  |
| Назва              | Деталі | KOR                     | Продажі                  |
| ------------------ | --- | ----------------------- | ------------------------ |
| Salute: A New Hope | - Реліз: 18 січня 2021 - Лейбл: Brand New Music, Warner Music Korea - Формат: CD, цифрове завантаження, стриминг Трек-лист 1. «Apricity» 2. «Stay Young» (불시착) 3. «Encore» (앵콜) (feat. ABNEW) 4. «Mirror» 5. «Salute» 6. «Heaven» 7. «Maybe» (이게 그리움이 아니라면 대체 뭐겠어) 8. «Bloom» 9. «Behind You» (한걸음 뒤에 서서) 10. «Surreal» (초현실) (Alternative Rock Mix) 11. «Blind for Love» (Nu Disco Mix) 12. «Salute» (Inst.) 13. «Stay Young» (불시착) (Inst.) | 4                       | - Південна Корея: 71,727 |

### Мініальбом

#### Корейські
| Назва                                                                            | Деталі | Пікові позиції у чартах | Пікові позиції у чартах | Продажі                                   |
| Назва                                                                            | Деталі | KOR                     | JPN                     | Продажі                                   |
| -------------------------------------------------------------------------------- | --- | ----------------------- | ----------------------- | ----------------------------------------- |
| B: Complete                                                                      | - Реліз: 22 травня 2019 - Лейбл: Brand New Music, Warner Music Korea - Формат: CD, цифрове завантаження, стриминг | 2                       | 10                      | - Південна Корея: 171,578 - Японія: 6,741 |
| 5nally                                                                           | - Реліз: 13 лютого 2020 - Лейбл: Brand New Music, Warner Music Korea - Формат: цифрове завантаження, стриминг Трек-лист 1. «Moondance» 2. «More» (더 더) 3. «Rose, Scent, Kiss» 4. «Break Up» (좋게 끝내) 5. «Color Eye»                                            | —                       | —                       | Н/Д                                       |
| Vivid                                                                            | - Реліз: 29 червня 2020 - Лейбл: Brand New Music, Warner Music Korea - Формат: CD, цифрове завантаження, стриминг | 3                       | 12                      | - Південна Корея: 139,900 - Японія: 5,058 |
| Salute                                                                           | - Реліз: 2 листопада 2020 - Лейбл: Brand New Music, Warner Music Korea - Формат: CD, цифрове завантаження, стриминг Track listing 1. «Mirror» 2. «Salute» 3. «Heaven» 4. «Maybe» (이게 그리움이 아니라면 대체 뭐겠어) 5. «Bloom» 6. «Behind You» (한걸음 뒤에 서서) | 5                       | 35                      | - Південна Корея: 106,682 - Японія: 6,627 |
| Mo' Complete: Have a Dream                                                       | - Реліз: 26 квітня 2021 - Лейбл: Brand New Music, Warner Music Korea - Формат: CD, цифрове завантаження, стриминг Track listing 1. «Headline» 2. «Close» (감아) 3. «Lululala» (룰루랄라) 4. «Merry-Go-Round» (회전목마) 5. «A Long Winter» (아직도 겨울)            | 3                       | 50                      | - Південна Корея: 93,446 - Японія: 940    |
| Complete with You                                                                | - Реліз: 17 січня 2022 - Лейбл: Brand New Music, Warner Music Korea - Формат: CD, цифрове завантаження, стриминг Трек-лист 1. «1, 2, 3» 2. «Venus» 3. «Consolation» (위로) 4. «Crazy Love» 5. «In Your Eyes» (너의 눈에 내가 보여서)                                | 9                       | —                       | - Південна Корея: 51,824                  |
| A to B                                                                           | - Реліз: 18 травня 2022 - Лейбл: Brand New Music, Warner Music Korea - Формат: CD, цифрове завантаження, стриминг Трек-лист 1. «Parachute» 2. «Savior» 3. «Sucker for Your Love» (우리가 헤어젔던 이유) 4. «Einstein» (아니슈타인) 5. «We Could Love»               | 4                       | —                       | - Південна Корея: 67,564                  |
| Take a Chance                                                                    | - Реліз: 4 жовтня 2022 - Лейбл: Brand New Music, Warner Music Korea - Формат: CD, цифрове завантаження, стриминг Трек-лист 1. «Paranoia» 2. «Sugarcoat» 3. «Weightless» 4. «Complicated» 5. «Resonance» 6. «Crow» 7. «Chance» (Korean ver.)                         | 4                       | —                       | - Південна Корея: 76,866                  |
| The Future Is Ours: Lost                                                         | - Реліз: 29 травня 2023 - Лейбл: Brand New Music, Warner Music Korea - Формат: CD, цифрове завантаження, стриминг | 7                       | —                       | - Південна Корея: 83,046                  |
| The Future Is Ours: Found                                                        | - Реліз: 22 січня 2024 - Лейбл: Brand New Music, Warner Music Korea - Формат: CD, цифрове завантаження, стриминг | 3                       | —                       | - Південна Корея: 106,629                 |
| «—» релізи, що не потрапили у чарти або не були випущені у відповідних регіонах. | |                         |                         |                                           |

#### Японські
| Назва                                                                            | Деталі | Пікові позиції у чартах | Продажі         |
| -------------------------------------------------------------------------------- | --- | ----------------------- | --------------- |
| Absolute 6ix                                                                     | - Реліз: 22 листопада 2021 - Лейбл: Victor Entertainment - Формат: CD, цифрове завантаження, стриминг Трек-лист 1. «Breathe» (Japanese ver.) 2. «Cherry» (Japanese ver.) 3. «Close» (Japanese ver.) 4. «Hollywood» (English ver.) 5. «Shining Stars» (Japanese ver.) | 15                      | - Японія: 6,730 |
| Savior                                                                           | - Реліз: 17 серпня 2022 - Лейбл: Victor Entertainment - Формат: CD, цифрове завантаження, стриминг Track listing 1. «Savior» (Japanese ver.) 2. «Set You Free» 3. «Umbrella» 4. «Sucker for Your Love» (Japanese ver.) 5. «Savior» (instrumental)                    | 8                       | - Японія: 8,276 |
| «—» релізи, що не потрапили у чарти або не були випущені у відповідних регіонах. | |                         |                 |

### Сингли
| Назва                                                                            | Рік  | Пікові позиції у чартах | Пікові позиції у чартах | Пікові позиції у чартах | Альбом                     |
| Назва                                                                            | Рік  | KOR                     | KOR Hot                 | JPN                     | Альбом                     |
| -------------------------------------------------------------------------------- | ---- | ----------------------- | ----------------------- | ----------------------- | -------------------------- |
| «Breathe»                                                                        | 2019 | 79                      | 26                      | —                       | B: Complete                |
| «Blind for Love»                                                                 | 2019 | 67                      | 81                      | —                       | 6ixense                    |
| «The Answer» (답을 줘)                                                           | 2020 | 70                      | —                       | —                       | Vivid                      |
| «Salute»                                                                         | 2020 | 93                      | —                       | —                       | Salute                     |
| «Stay Young» (불시착)                                                            | 2021 | 58                      | —                       | —                       | Salute: A New Hope         |
| «Close» (감아)                                                                   | 2021 | 57                      | —                       | —                       | Mo' Complete: Have a Dream |
| «Cherry»                                                                         | 2021 | 56                      | —                       | —                       | Mo' Complete               |
| «1, 2, 3»                                                                        | 2022 | —                       | —                       | —                       | Complete with You          |
| «Savior»                                                                         | 2022 | 105                     | Н/Д                     | —                       | A to B                     |
| «Sugarcoat»                                                                      | 2022 | —                       | Н/Д                     | —                       | Take a Chance              |
| «Fly Away»                                                                       | 2023 | —                       | Н/Д                     | 33                      | Сингл без альбому          |
| «Loser»                                                                          | 2023 | 175                     | Н/Д                     | —                       | The Future Is Ours: Lost   |
| «Grab Me»                                                                        | 2024 | 150                     | Н/Д                     | —                       | The Future Is Ours: Found  |
| «—» релізи, що не потрапили у чарти або не були випущені у відповідних регіонах. |      |                         |                         |                         |                            |

### Інші пісні у чартах
| Назва       | Рік  | Пікові позиції у чартах | Альбом      |
| Назва       | Рік  | KOR                     | Альбом      |
| ----------- | ---- | ----------------------- | ----------- |
| «Hollywood» | 2019 | 190                     | B: Complete |

### Інші релізи
| «Hold You» (잡아줄게)                                                            | 2020 | —  | Let Me Off the Earth OST                    |
| Як запрошений виконавець                                                         |      |    |                                             |
| «Truth Hurts» (Lizzo featuring AB6IX)                                            | 2019 | —  | Сингли поза альбомом                        |
| «Fallin' (Adrenaline)» (Why Don't We featuring AB6IX)                            | 2021 | —  | Сингли поза альбомом                        |
| Колаборації                                                                      |      |    |                                             |
| «Melting» (with Kanto, Kang Min-hee, Yo Da-young and BDC)                        | 2019 | —  | Brandnew Year 2019 'Do That Brandnew Thing' |
| «Chandelier» (샹들리에) (with BDC and Lee Eun-sang)                              | 2020 | —  | Brandnew Year 2020 'Brandnew Up'            |
| «Moonlight» (with Reiley)                                                        | 2022 | —  | Сингл без альбому                           |
| Промо-сингли                                                                     |      |    |                                             |
| «Gemini» (promotional single for Universe)                                       | 2021 | 36 | Сингл без альбому                           |
| «—» релізи, що не потрапили у чарти або не були випущені у відповідних регіонах. |      |    |                                             |

## Фільмографія
- Brand New Boys (2019, Mnet)
- AB6IX Loyalty Game (2019, YouTube)
- AB4U (2020, V Live)
- Bu: QUEST (2020, YouTube, U+ Idol Live)
- AB4U Season 2 (2020, YouTube)
- Peaceful AB6IX (2021, YouTube)

## Концерти та тури
- AB6IX 1st Debut Showcase «B: Complete» (2019)
- AB6IX 1st Album Showcase «6ixense» (2019)[48]

### Фан-мітинги
- AB6IX 1st Fan Meeting 1st Abnew Tour (2019)[49]

### Онлайн-концерти
- AB6IX Online Concert «So vivid» (2020)[50]
- AB6IX 1st World Tour «6ixense» (2019—2020)

## Нагороди і номінації

### Корейські
| Рік                          | Нагорода                                 | Номінант / робота | Результат | Прим.      |
| ---------------------------- | ---------------------------------------- | ----------------- | --------- | ---------- |
| Soribada Best K-Music Awards |                                          |                   |           |            |
| 2019                         | Male Popularity                          | AB6IX             | Номінація | [ 51 ]     |
| 2019                         | Main Prize (Bonsang)                     | AB6IX             | Перемога  | [ 52 ]     |
| 2020                         | Main Prize (Bonsang)                     | AB6IX             | Перемога  | [ 53 ]     |
| 2020                         | Male Popularity                          | AB6IX             | Номінація | [ 54 ]     |
| 2020                         | Global Artist                            | AB6IX             | Номінація | [ 55 ]     |
| Asia Artist Awards           |                                          |                   |           |            |
| 2019                         | StarNews Popularity Award                | AB6IX             | Номінація | [ 56 ]     |
| 2019                         | Favorite Group                           | AB6IX             | Номінація | [ 57 ]     |
| 2019                         | Rookie of the Year                       | AB6IX             | Перемога  | [ 58 ]     |
| 2020                         | Best Icon Award                          | AB6IX             | Перемога  | [ 59 ]     |
| 2020                         | Male Popularity                          | AB6IX             | Номінація | [ 59 ]     |
| Melon Music Awards           |                                          |                   |           |            |
| 2019                         | Hot Trend Award                          | AB6IX             | Перемога  | [ 60 ]     |
| Golden Disc Awards           |                                          |                   |           |            |
| 2019                         | Next Generation Artist Award             | AB6IX             | Перемога  | [джерело?] |
| 2019                         | Rookie of the Year                       | AB6IX             | Номінація | [джерело?] |
| 2019                         | Popularity Award                         | AB6IX             | Номінація | [джерело?] |
| 2019                         | Album Bonsang                            | B:Complete        | Номінація | [джерело?] |
| Genie Music Awards           |                                          |                   |           |            |
| 2019                         | Genie Music Popularity Award             | AB6IX             | Номінація | [ 61 ]     |
| 2019                         | Global Popularity Award                  | AB6IX             | Номінація | [ 62 ]     |
| 2019                         | The Top Artist                           | AB6IX             | Номінація | [ 63 ]     |
| 2019                         | The Male New Artist                      | AB6IX             | Номінація | [ 64 ]     |
| 2019                         | Next Generation Star                     | AB6IX             | Перемога  | [ 65 ]     |
| Seoul Music Awards           |                                          |                   |           |            |
| 2019                         | New Artist Award                         | AB6IX             | Перемога  | [ 66 ]     |
| 2019                         | Popularity Award                         | AB6IX             | Номінація | [джерело?] |
| 2019                         | K-Wave Popularity Award                  | AB6IX             | Номінація | [джерело?] |
| 2019                         | QQ Music Most Popular K-Pop Artist Award | AB6IX             | Номінація | [ 67 ]     |
| Mnet Asian Music Awards      |                                          |                   |           |            |
| 2019                         | Best New Male Artist                     | AB6IX             | Номінація | [ 68 ]     |
| 2019                         | Artist of the Year                       | AB6IX             | Номінація | [ 68 ]     |
| 2019                         | Worldwide Fans' Choice                   | AB6IX             | Номінація | [ 68 ]     |

### Міжнародні
| Рік                     | Нагорода          | Номінант / робота | Результат | Прим.  |
| ----------------------- | ----------------- | ----------------- | --------- | ------ |
| Starhub Night of Stars  |                   |                   |           |        |
| 2019                    | Rising Star Award | AB6IX             | Перемога  | [ 69 ] |
| Mnet Japan Awards       |                   |                   |           |        |
| 2019                    | Variety Category  | Brandnewboys      | Перемога  | [ 70 ] |
| MTV Europe Music Awards |                   |                   |           |        |
| 2019                    | Best Korean Act   | AB6IX             | Номінація | [ 71 ] |

### Інші нагороди
| Рік                          | Нагорода                    | Номінант / робота | Результат | Прим.  |
| ---------------------------- | --------------------------- | ----------------- | --------- | ------ |
| Korea First Brand Awards     |                             |                   |           |        |
| 2019                         | New Male Artist             | AB6IX             | Перемога  | [ 72 ] |
| 2022                         | Male Idol Rising Star Award | AB6IX             | Номінація | [ 73 ] |
| Brand Customer Loyalty Award |                             |                   |           |        |
| 2020                         | Rising Star - Male Idol     | AB6IX             | Перемога  | [ 74 ] |
| 2021                         | Hot Trend Male Idol Group   | AB6IX             | Номінація | [ 75 ] |
| Brand of the Year Awards     |                             |                   |           |        |
| 2020                         | Rising Star - Male Idol     | AB6IX             | Перемога  | [ 76 ] |
| V Live Awards                |                             |                   |           |        |
| 2019                         | Global Rookie Top 5         | AB6IX             | Перемога  | [ 77 ] |
| 2019                         | The Most Loved Artist       | AB6IX             | Номінація | [ 78 ] |

## Нотатки
1. ↑  Сингл «1, 2, 3» не потрапив у Gaon Digital Chart, але посів 52 місце у Gaon Download Chart[45].
2. ↑  Сингл «Sugarcoat» не потрапив у Circle Digital Chart, але посів 43 місце у Circle Download Chart[46].